# لیلیت گالویان
لیلیت گالویان (ارمنی: Լիլիթ Գալոյան زاده ۱۷ ژوئن ۱۹۸۳) یک شطرنج‌باز اهل ارمنستان است. وی از سال ۲۰۰۹ میلادی استادبزرگ زن شطرنج و از سال ۲۰۱۰ میلادی نیز استاد بین‌المللی شطرنج می‌باشد. وی دو مرتبه به مقام اول مسابقات قهرمانی شطرنج ارمنستان دست یافته است.
| به‌دلیل برخی مشکلات فنی، نمودارها موقتاً قابل مشاهده نیستند. اطلاعات بیشتر پیرامون این مشکل در فابریکاتور و وبگاه مدیاویکی در دسترس است. | |
| | به‌دلیل برخی مشکلات فنی، نمودارها موقتاً قابل مشاهده نیستند. اطلاعات بیشتر پیرامون این مشکل در فابریکاتور و وبگاه مدیاویکی در دسترس است. |